# Max Hoffmann
Max Hoffmann (25. ledna 1869 Homberg (Efze) – 8. července 1927 Bad Reichenhall) byl důstojník v německé císařské armádě. Na počátku první světové války se jako zástupce náčelníka štábu zúčastnil s 8. armádou bitvy u Tannenbergu a u Mazurských jezer. Po převelení Hindenburga a Ludendorffa na západní frontu, byl v roce 1916 povýšen na náčelníka štábu na východní frontě. Generálmajor Hoffmann velel ofenzívě Ústředních mocností během Operace Faustschlag a zúčastnil se i vyjednávání s bolševiky o brestlitevském míru .